# Sword Art Online
Sword Art Online (ソードアート・オンライン, Sōdo Āto Onrain) és una sèrie de novel·les lleugeres de Reki Kawahara, amb il·lustracions d'abec. La sèrie ha tingut diverses adaptacions d'anime, pel·lícules i videojocs.
La sèrie té lloc en la dècada del 2020 i se centra en els protagonistes Kazuto 'Kirito' Kirigaya i Asuna Yuuki mentre juguen a dins de diversos mons MMORPG de realitat virtual i més endavant en civilitzacions simulades. Kawahara va escriure originalment la sèrie com a novel·la web al seu lloc web des del 2002 al 2008. Les novel·les lleugeres van començar a publicar-se al segell editorial Dengeki Bunko d'ASCII Media Works a partir del 10 d'abril de 2009, amb una sèrie derivada llançada l'octubre de 2012. La sèrie ha tingut dotze adaptacions de manga publicades per ASCII Media Works i Kadokawa.
Sword Art Online ha tingut un gran èxit comercial, les novel·les lleugeres del qual han tingut més de 30 milions de còpies venudes a tot el món. La sèrie d'anime ha rebut crítiques variades i positives, amb elogis per la seva animació, partitura musical i exploració dels aspectes psicològics de la realitat virtual, però crítiques pel seu ritme i guió.

## Argument

### Premissa
És el 2022, any en què surt a la venda un joc de rol en línia multijugador massiu de realitat virtual (VRMMORPG) anomenat Sword Art Online (SAO). Amb el NerveGear, un casc que estimula els cinc sentits de l'usuari mitjançant el seu cervell, els jugadors poden experimentar i controlar els seus personatges del joc amb la ment. Tant el joc com el NerveGear van ser creats pel famós Akihiko Kayaba. El 6 de novembre, 10.000 jugadors van iniciar sessió al ciberespai central de SAO per primera vegada, però aviat descobreixen que no poden tancar la sessió. Kayaba apareix i diu als jugadors que han de vèncer els 100 pisos d'Aincrad, un castell d'acer que és l'escenari de SAO, si volen ser lliures. També afirma que aquells que morin dins del joc o es treguin per la força el NerveGear, moriran a la vida real.

### Aincrad
Un jugador anomenat Kazuto "Kirito" Kirigaya és un dels 1.000 provadors de la beta del joc. Amb l'avantatge de l'experiència prèvia de jocs de realitat virtual i la voluntat de protegir els altres jugadors de la beta de la discriminació, s'aïlla dels grups més grans i juga sol, portant el mantell de "beater", una combinació de "beta tester" i "cheater". A mesura que avança la trama, en Kirito finalment es fa amistat amb una noia anomenada Asuna Yuuki.

### Alfheim
Quan es desperta al món real, en Kazuto descobreix que 300 jugadors de SAO, inclosa l'Asuna, resten atrapats al NerveGear. Al cap d'uns mesos més tard, l'Agil, un altre supervivent de SAO, l'informa que havien detectat algú semblant a l'Asuna a l'"Arbre Mundial", en un altre ciberespai VRMMORPG anomenat Alfheim Online (ALO). Ajudat per la seva cosina i germana adoptiva Suguha "Leafa" Kirigaya i la Yui, una fada de navegació (originalment una IA de SAO), ràpidament s'assabenta que els jugadors atrapats a ALO formen part d'un pla ideat per en Sugou, el promès de l'Asuna, per dur a terme experiments il·legals a les seves ments. L'objectiu és crear el control mental perfecte per obtenir guanys financers i sotmetre l'Asuna, amb qui pretén casar-se al món real, per assumir el control de l'empresa de la seva família. En Kirito finalment atura l'experiment i rescata els 300 jugadors SAO restants, frustrant els plans d'en Sugou.

### Gun Gale Online
Un any després dels esdeveniments de SAO, a instàncies d'un funcionari del govern que investiga estranys fets a la realitat virtual, en Kazuto accepta una feina per investigar una sèrie d'assassinats que involucren un altre VRMMORPG anomenat Gun Gale Online (GGO), l'AmuSphere (el successor del NerveGear) i un jugador anomenat Death Gun. Ajudat per una jugadora anomenada Shino "Sinon" Asada, participa en un torneig de tirs anomenat Bullet of Bullets (BoB) i descobreix la veritat darrere dels assassinats.

### Alicization
En Kazuto és reclutat posteriorment per provar una màquina experimental FullDive, Soul Translator (STL), que té una interfície molt més realista i complexa que la màquina anterior a la qual havia jugat, per ajudar a RATH, una organització de recerca i desenvolupament del Ministeri de Defensa (MOD) a desenvolupar una intel·ligència artificial anomenada A.L.I.C.E. Provant el STL, entra a Underworld (UW), un ciberespai de realitat virtual creat amb el paquet The Seed. A la UW, el flux del temps transcorre mil vegades més ràpid que al món real, i els records d'en Kirito del que passa dins estan restringits. Tanmateix, quan Johnny Black embosca i fereix mortalment en Kazuto amb clorur de suxametoni, RATH recupera en Kazuto i el torna a col·locar a l'STL per preservar la seva ment per mirar de salvar-lo. Durant el seu temps a Underworld, en Kirito es fa amic de l'Eugeo, un llenyataire del poblet de Rulid. Llavors l'ajuda en un viatge per salvar l'Alice Zuberg, la seva amiga que va ser presa per un grup de guerrers altament qualificats coneguts com els Cavallers de la Integritat per trencar accidentalment una norma de l'Església Axioma, els líders de l'Imperi Humà. Ell i l'Eugeo aviat es troben descobrint els secrets de l'Església Axioma, dirigida per una dona coneguda com "L'Administradora", i el veritable propòsit de l'Inframon en si, mentre que sense saber-ho, s'està gestant una guerra contra el Territori Fosc oposat.

## Personatges
Kirito (キリト, Kirito) / Kazuto Kirigaya (桐ヶ谷 和人, Kirigaya Kazuto)
Veu: Yoshitsugu Matsuoka  (japonès)
En Kirito és el protagonista de Sword Art Online ("SAO"). Sent un dels pocs jugadors de la beta, va poder provar el joc abans del llançament oficial i, de fet, pot presumir d'una experiència i coneixements de SAO increïbles. Un temps després d'haver començat el joc, Kirito s'uneix a un gremi, amagant-los que és un Beater (terme encunyat pel mateix Kirito per definir-se a si mateix, que és la unió de Beta Tester i Cheater), però mentre explora un calabós cau en un parany, i els companys d'en Kirito són víctimes d'enemics molt més forts que ells. En Kirito, sentint-se responsable del que va passar, decideix continuar el seu viatge cap a la planta 100 en solitari sense interactuar amb altres jugadors. Les habilitats d'en Kirito milloren encara més quan, misteriosament, un dia s'adona que té accés a una habilitat desconeguda mai vista a SAO, la "doble empunyadura"; i per no provocar la ràbia o l'enveja dels altres jugadors, intenta mantenir aquesta habilitat oculta.
Asuna Yūki (結城 明日奈, Yūki Asuna)
Veu: Haruka Tomatsu  (japonès)
L'Asuna és una de les primeres persones amb qui en Kirito fa amistat. L'Asuna és famosa per la seva increïble velocitat, tant és així que se l'anomenen "El Llampec". Després d'una primera trobada amb en Kirito, els dos se separen, i quan es tornen a trobar, es revela que l'Asuna s'ha convertit en un dels comandants adjunts dels "Cavallers de la Sang", el gremi més fort de tot SAO. Inicialment, l'única idea de l'Asuna és acabar el joc, creient que cada dia que passa hi ha un dia perdut en el món real; això fins que s'enamora d'en Kirito, adonant-se que tot i ser un món virtual, la relació no és falsa.

## Producció
Reki Kawahara va escriure el primer volum de Sword Art Online l'any 2001 per al concurs Dengeki Game Shōsetsu Taishō d'ASCII Media Works de 2002, però finalment va decidir no participar-hi perquè havia superat el límit de pàgines; en comptes d'això, la va publicar com a novel·la web amb el pseudònim de Fumio Kunori. Amb el temps, hi va afegir tres arcs principals més i diverses històries breus que, com el primer arc d'"Aincrad", es van adaptar posteriorment a novel·les lleugeres. L'any 2008, va tornar a participar en el concurs escrivint Accel World, aquesta vegada guanyant el Gran Premi. A part d'Accel World, se li va demanar que publiqués Sword Art Online amb ASCII Media Works. Va acceptar i va retirar-ne les versions web.
Pel que fa al protagonista Kirito, a Kawahara se li va preguntar si la personalitat i el caràcter de Kirito es basaven en ell; va respondre que normalment no posa aspectes de si mateix als seus personatges, i va comentar en broma: "però si hagués de dir un punt de similitud entre en Kirito i jo, és el fet que cap dels dos som bons formant equips. Tendim moltíssim a jugar sols en aquesta mena de jocs". També va assenyalar que els personatges femenins de la història no es basaven en ningú que conegués al món real, i va afirmar: "No acostumo a crear un personatge, un escenari o res abans de començar a escriure. Mentre escric la història, les noies es converteixen en el que són ara. Així que, d'alguna manera, no sé com, però d'alguna manera, el meu subconscient o alguna emoció oculta fa que els personatges es tornin forts i capaços". Va afegir que va escriure la sèrie per demostrar que considera els jocs en línia no com un mal social o una fugida de la vida real, sinó que va decidir mostrar els jocs d'una manera més positiva a les seves novel·les lleugeres. Kawahara també va assenyalar que potser el personatge d'Asuna l'havia creat una mica massa perfecte.

## Publicació
Després que la sol·licitud de Kawahara perquè es publiqués Sword Art Online fos aprovada, va començar a treballar amb l'il·lustrador abec en la sèrie de novel·les lleugeres. El primer volum es va publicar el 10 d'abril de 2009 i se n'han publicat 27 volums a 7 d'octubre de 2022. Els primers vuit volums de la sèrie de novel·les lleugeres contenen els arcs de Sword Art Online, Alfheim Online i Gun Gale Online. L'arc d'Alicization s'explica als volums 9 al 18, mentre que els volums 19 i 20 contenen una història secundària anomenada Moon Cradle. Després hi ha l'arc Unital Ring, el primer arc que no es basa en la novel·la web original, que va començar al volum 21, publicat al Japó el 7 de desembre de 2018.
Kawahara també ha escrit la Sword Art Online: Progressive, que cobreix les aventures de Kirito als primers pisos d'Aincrad. El primer volum de Progressive es va publicar el 10 d'octubre de 2012, i se n'han publicat 8 volums a 10 de juny de 2021.

## Contingut de l'obra

### Manga
Hi ha deu adaptacions manga de la sèrie, totes escrites per Reki Kawahara i publicades per ASCII Media Works. Sword Art Online: Aincrad, il·lustrat per Tamako Nakamura, va ser serialitzat a la revista Dengeki Bunko entre els números de maig i setembre del 2012. Dos volums tankōbon d'Aincrad es van publicar el 27 de setembre de 2012.
Un manga yonkoma de comèdia, titulat Sword Art ☆ Online i il·lustrat per Jūsei Minami, va començar al número de setembre de 2010. Revista Dengeki Bunko. El primer volum es va publicar el 27 de setembre de 2012.
Un tercer manga, titulat Sword Art Online: Fairy Dance i il·lustrat per Hazuki Tsubasa, va començar a serialitzar-se al número de maig de 2012 de Dengeki Bunko Magazine. El primer volum de Fairy Dance va sortir a la venda el 27 d'octubre de 2012.
Un manga spin-off protagonitzat per la Lisbeth, la Silica i la Leafa, titulat Sword Art Online: Girls Ops es va començar a serialitzar al número de juliol de 2013 de la Dengeki Bunko Magazine. L'abril de 2020, el manga es va traslladar al lloc web de DenPlay Comic.
Una adaptació al manga de Sword Art Online: Progressive, il·lustrada per Kiseki Himura, va començar a serialitzar-se al número d'agost de 2013 de Dengeki G's Magazine. El manga va acabar la serialització al número de maig de 2014 de la revista i es va transferir Dengeki G's Comic a partir del número de juny de 2014.
Un sisè manga, titulat Sword Art Online: Phantom Bullet i il·lustrat per Kōtarō Yamada, va tenir el primer capítol serialitzat al número de maig de 2014 de Dengeki Bunko Magazine, amb els següents capítols serialitzats digitalment al lloc web de Comic Walker de Kadokawa.
Un setè manga, titulat Sword Art Online: Calibur i il·lustrat per Shii Kiya, es va serialitzar a la Dengeki G's Comic entre els números de setembre de 2014 i juliol de 2015. Un únic volum recopilatori es va publicar el 10 d'agost de 2015.
Un vuitè manga, titulat Sword Art Online: Mother's Rosario i també de Tsubasa, basat en el setè volum de la sèrie de novel·les, va començar la serialització al número de juliol de 2014 de Dengeki Bunko Magazine.
Un novè manga, una adaptació de Sword Art Online Alternative Gun Gale Online, va començar a serialitzar-se al número de novembre de 2015 de Dengeki Maoh.
Un desè manga, titulat Sword Art Online: Project Alicization i il·lustrat per Kōtarō Yamada, basat en l'arc Alicization de la sèrie de novel·les lleugeres, va començar a serialitzar-se al número de setembre de 2016 de Dengeki Bunko Magazine. Es va traslladar a Web DenPlay Comic a causa del cessament de la revista Dengeki Bunko.

### Anime
Al Festival de Tardor de Dengeki Bunko 2011 es va anunciar una adaptació a l'anime de Sword Art Online, juntament amb una altra sèrie de novel·les lleugeres de Reki Kawahara, Accel World. L'anime va ser produït per Aniplex i Genco, animat per A-1 Pictures i dirigit per Tomohiko Ito amb música de Yuki Kajiura. L'anime es va emetre a Tokyo MX, tvk, TVS, TV Aichi, RKB, HBC i MBS entre el 7 de juliol i el 22 de desembre de 2012, i a AT-X, Chiba TV i BS11 en dates posteriors. Aquest primer anime va adaptar les quatre primeres novel·les i parts del volum vuit.
Un especial de cap d'any, titulat Sword Art Online Extra Edition, es va emetre el 31 de desembre de 2013. L'especial va resumir la sèrie d'anime emesa anteriorment i va incloure-hi algunes escenes noves. Extra Edition es va emetre a tot el món unes hores després de la seva emissió al Japó. L'especial de dues hores de durada va estar disponible a Daisuki a tot el món, excepte a les zones de parla francesa, així com a la Xina i Corea. El disc Blu-ray i el DVD de l'edició extra van sortir a la venda el 23 d'abril de 2014 al Japó. L'edició limitada incloïa una cançó del personatge de Yui titulada "Heart Sweet Heart" de Kanae Itō i una història secundària original escrita per Kawahara titulada "Sword Art Online Niji no Hashi".
Al final de l'especial, s'hi confirmava que l'anime tindria una segona temporada, titulada Sword Art Online II, que es va estrenar el 5 de juliol de 2014. Els primers 14 episodis de la segona temporada són una adaptació dels volums cinc i sis de les novel·les lleugeres que cobreixen l'arc de Phantom Bullet. Els episodis del 15 al 17 cobreixen l'arc de Calibur del volum 8 de les novel·les i els episodis ldel 18 al 24 cobreixen el volum 7 de les novel·les, l'arc Mother's Rosario.
La tercera temporada de Sword Art Online, titulada Sword Art Online: Alicization, i un anime derivat, titulat Sword Art Online Alternative Gun Gale Online, es van anunciar el 2017. Sword Art Online Alternative Gun Gale Online, animat per 3Hz, es va estrenar l'abril de 2018. Sword Art Online: Alicization es va emetre del 6 d'octubre de 2018 al 30 de març de 2019, amb una estrena mundial d'una hora que es va emetre el 15 de setembre de 2018. Al començament aquesta temporada havia d'estar en antena nou mesos i adaptar del novè volum de la novel·la, Alicization Beginning, fins al divuitè volum, Alicization Lasting. Tanmateix, la temporada va acabar a l'episodi 24 el 30 de març de 2019 (completant el catorzè volum de la novel·la, Alicization Uniting) i va continuar el 12 d'octubre de 2019 amb una segona part titulada War of Underworld. La segona meitat de la sèrie War of Underworld s'havia d'estrenar l'abril de 2020, però a causa dels efectes de la pandèmia de la COVID-19 al Japó, es va reprogramar per emetre's de l'11 de juliol al 19 de setembre de 2020.

### Pel·lícules
Una pel·lícula d'animació titulada Sword Art Online The Movie: Ordinal Scale, que incloïa una història original de Kawahara ambientada després dels esdeveniments de Sword Art Online II, es va estrenar al Japó i al sud-est asiàtic el 18 de febrer de 2017.
Després del final de Sword Art Online: Alicization - War of Underworld, es va anunciar una adaptació a l'anime de Sword Art Online: Progressive. Més tard es va revelar que seria una nova pel·lícula titulada Sword Art Online Progressive: Aria of a Starless Night, que es va estrenar el 30 d'octubre de 2021. Inori Minase va unir-se al repartiment de la pel·lícula fent el nou personatge Mito. Ayako Kōno va dirigir-ne la pel·lícula, Kento Toya dissenyar-ne els personatges, Yuki Kajiura tornant componen-te la música i A-1 Pictures va tornar a la part de producció.
Després de l'estrena de Sword Art Online Progressive: Aria of a Starless Night, se'n va anunciar una pel·lícula seqüela titulada Sword Art Online Progressive: Scherzo of Deep Night. La pel·lícula s'havia d'estrenar el 10 de setembre de 2022, però es va retardar a causa de problemes de producció causats per la pandèmia de la COVID-19. Finalment es va estrenar el 22 d'octubre de 2022.
Durant l'esdeveniment commemoratiu Sword Art Online: Full Dive, es va anunciar un nou projecte cinematogràfic, descrit com una obra original amb històries no basades en les novel·les lleugeres.

### Videojocs
| Títol                                      | Plataforma                                                                          | Any  |
| ------------------------------------------ | ----------------------------------------------------------------------------------- | ---- |
| Sword Art Online: End World                | Android, iOS                                                                        | 2013 |
| Sword Art Online: Infinity Moment          | PlayStation Portable                                                                | 2013 |
| Sword Art Online: Hollow Fragment          | PlayStation Vita, PlayStation 4, Microsoft Windows                                  | 2014 |
| Sword Art Online: Code Register            | Android, iOS                                                                        | 2014 |
| Sword Art Online: Progress Link            | Android, iOS                                                                        | 2015 |
| Sword Art Online: Lost Song                | PlayStation 3, PlayStation Vita, PlayStation 4, Windows                             | 2015 |
| Sword Art Online: Black Swordsman          | Android, iOS                                                                        | 2016 |
| Sword Art Online: Memory Defrag            | Android, iOS                                                                        | 2016 |
| Sword Art Online: Hollow Realization       | PlayStation 4, PlayStation Vita, Microsoft Windows, Nintendo Switch                 | 2016 |
| Accel World vs. Sword Art Online           | Microsoft Windows, PlayStation 4, PlayStation Vita                                  | 2017 |
| Sword Art Online: Integral Factor          | Android, iOS                                                                        | 2017 |
| Sword Art Online: Fatal Bullet             | PlayStation 4, Xbox One, Microsoft Windows, Nintendo Switch                         | 2018 |
| Sword Art Online VR: Lovely Honey Days     | Android, iOS                                                                        | 2018 |
| Sword Art Online Arcade: Deep Explorer     | Arcade                                                                              | 2019 |
| Sword Art Online Alicization: Rising Steel | Android, iOS                                                                        | 2019 |
| Sword Art Online: Alicization Lycoris      | Nintendo Switch, PlayStation 4, Microsoft Windows, Xbox One                         | 2020 |
| Sword Art Online: Black Swordsman Ace      | Android, iOS                                                                        | 2021 |
| Sword Art Online: Variant Showdown         | Android, iOS                                                                        | 2022 |
| Sword Art Online: Last Recollection        | PlayStation 5, PlayStation 4, Microsoft Windows, Xbox Series X i Series S, Xbox One | 2023 |

## Recepció

### Vendes
Segons Oricon, Sword Art Online va ser la sèrie de novel·les lleugeres més venuda del 2012, amb vuit volums figurant entre les novel·les lleugeres més venudes. Va ser el primer classificat als rànquings de Kono Light Novel ga Sugoi! de 2012 i 2013; va formar part entre els cinc primers el 2011, 2014, 2015, 2016, 2017, 2018 i entre els 10 primers el 2019. També va ser la segona sèrie de novel·les lleugeres més venuda durant el primer semestre del 2016 al Japó, amb 489.374 còpies venudes. Sword Art Online: Progressive va vendre 321.535 còpies en el mateix període. A 2022, la sèrie tenia en circulació 30 milions de còpies impreses.

### Crítiques
Després de veure la primera meitat de la primera temporada de Sword Art Online, Richard Eisenbeis de Kotaku la va considerar la sèrie més intel·ligent dels darrers anys, elogiant-ne la profunda visió dels aspectes psicològics de la realitat virtual a la psique humana, les seves opinions sociològiques sobre la creació d'una economia i societat realistes en un entorn de jocs en línia multijugador massiu i l'habilitat del guionista per fer malabars amb una gran varietat de gèneres dins de la sèrie. Eisenbeis va assenyalar especialment com s'explora la relació amorosa entre en Kirito i l'Asuna aportant "definició de com és exactament l'amor en un món virtual". A partir de la segona meitat de la primera temporada, lloa el seu excel·lent ús dels girs de la trama i elogiant el dolent ben escrit i creïble. No obstant això, va sentir que alguns dels aspectes positius inicials de la sèrie s'havien perdut en aquesta meitat, com el focus en les repercussions psicològiques i les interaccions socials que es podien veure de manera realista en un joc en línia. També va fer crítiques a l'aspecte de convertir Asuna en una dama en perill, afirmant que una protagonista femenina tan forta com ella s'havia "reduit a res més que l'objecte de recerca que el protagonista masculí busca". Eisenbeis tanca la seva revisió de la sèrie afirmant pel que fa a les dues meitats: "Totes dues, però, són agradables pel que són".
Rebecca Silverman d'Anime News Network va criticar la sèrie per tenir problemes de ritme, buits lògics i "escriptura descuidada". Theron Martin, del mateix lloc web, va criticar que la història lluitava "per assolir i mantenir el nivell de gravetat que hauria de tenir el perill de vida o mort", mentre que la va qualificar de poc disposada a comprometre's amb la imatge del "llop solitari" d'en Kirito. DeviceCritique va dir que Sword Art Online va influir en el creixement del mercat de la realitat virtual i va fer referència a l'Oculus Rift com un bon exemple del punt de partida de la realitat virtual. També va elogiar Sword Art Online per explorar els aspectes psicològics i socials dels jocs de realitat virtual.
Mentre que l'anime va rebre crítiques als mitjans occidentals, els arcs posteriors de novel·les lleugeres, com Mother's Rosario i Alicization, van rebre elogis. El crític d'Anime News Network, Theron Martin, va elogiar molts dels volums de l'arc d'Alicization, dient que l'escriptura de l'autor havia millorat. Martin també va elogiar l'adaptació a l'anime de l'arc d'Alicization, descrivint l'episodi inicial com "sobre la millor adaptació que es podria esperar del material original rellevant".

## Impacte cultural
S'acostuma a considera que Sword Art Online forma part del gènere isekai, encara que el mateix Kawahara no hi està d'acord. L'adaptació a l'anime de Sword Art Online del 2012 va popularitzar el gènere isekai a l'anime, la qual cosa va fer que es publiquessin més novel·les web isekai al lloc web Shōsetsuka ni Narō ('Convertim-nos en novel·listes') que una sèrie de novel·les d'aquest lloc s'adaptessin a anime.